# Yewande Olubummo
Yewande Olubummo (née le 8 février 1960) est une mathématicienne et universitaire nigériano-américaine, dont les intérêts de recherche incluent l'analyse fonctionnelle et les systèmes dynamiques. Elle est professeure agrégée de mathématiques au Spelman College (en), où elle est vice-présidente et ancienne présidente du département de mathématiques. 

## Biographie
Yewande Olubummo est originaire d'Ibadan au Nigéria. Elle est l'aînée des trois enfants du mathématicien Adegoke Olubummo et de Edak Olubummo, administratrice de l'hôpital. Son père, professeur à l'université d'Ibadan, a été le deuxième Nigérian à obtenir un doctorat en mathématiques. Elle fait ses études secondaires à l'école du personnel de l'université, puis à l'International School Ibadan (en), située sur le campus universitaire. Elle obtient son diplôme en mathématiques avec mention à l'université d'Ibadan en 1980, et fait son service national obligatoire dans le National Youth Service Corps en tant que professeure de mathématiques à Keffi,.
Yewande Olubummo poursuit ses études aux États-Unis, à l'université Yale, grâce à une bourse. L'atmosphère de l'université ne lui convient pas, elle se sent solitaire et est la seule étudiante africaine et elle la quitte en 1983 après avoir obtenu sa maîtrise. À la suggestion d'un professeur de mathématiques afro-américain, Donald F. St. Mary, elle s'inscrit alors à l'université du Massachusetts à Amherst, où elle obtient son doctorat en 1991, en soutenant une thèse intitulée Measures on Empirical Logics and the Properties of Their Associated Dual Banach Spaces, supervisé par Thurlow Cook.

### Activités professionnelles et engagements institutionnels
Tout en préparant son doctorat, Yewande Olubummo enseigne les mathématiques au Smith College. Elle y fait la connaissance de Sylvia Bozeman, qui la recommande pour un poste de chargée de conférences au Collège Spelman. Elle est ensuite promue professeure agrégée, en 2000. 
Elle est présidente du département de mathématiques de Spelman de 2006 à 2010. En 2009, elle a reçu le Spelman College Presidential Award for Teaching Excellence. En 2018, l'Institute of International Education (en) lui décerne une bourse Carnegie African Diaspora, qui finance un séjour d'étude au Nigéria, durant lequel elle enseigner les mathématiques en tant que professeure invitée à l'université d'État de Kwara,. Elle est actuellement membre du corps professoral de l'Alliance nationale pour les études doctorales en sciences mathématiques, une organisation qui vise à améliorer la représentation des minorités en mathématiques.
Elle est membre de la National Association of Mathematicians, ainsi que de la Mathematical Association of America,.

### Axes de recherche
Au-delà de ses recherches, Olubummo souhaite accroître la participation de groupes sous-représentés en mathématiques aux États-Unis et au Nigeria. Elle dirige au Spelman college le Math Research and Mentoring Program, un programme financé par la Fondation nationale pour la science (NSF), pour encourager les étudiants de premier cycle en mathématiques issus des minorités à poursuivre des études en master ou doctorat.

## Publications
- (avec Thurlow A. Cook), Operational logics and the Hahn-Jordan property[7].